# Maria Sávinova
Maria Serguéyevna Savinova (nacida Farnosova; en ruso: Мария Сергеевна Савинова/Фарносова; Cheliábinsk, 13 de agosto de 1985) es una atleta rusa especialista en los 800 metros. Ganó la medalla de oro en los Juegos Olímpicos de Londres 2012 y en el Campeonato Mundial de Atletismo de 2011 celebrado en Daegu, Corea del Sur.
También ha sido campeona en el Campeonato Europeo de Atletismo en Pista Cubierta de 2009, el Campeonato Mundial de Atletismo en Pista Cubierta de 2010 y el Campeonato Europeo de Atletismo de 2010. En 2013, ganó la medalla de plata en el Campeonato Mundial de Atletismo de 2013 quedando por detrás de la keniana Eunice Jepkoech Sum.
En 2011 fue elegida mejor atleta europea, convirtiéndose en la cuarta rusa que obtiene este galardón.
El 10 de febrero de 2017, el Tribunal de Arbitraje Deportivo confirmó una suspensión de cuatro años por dopaje para Savinova y anuló sus resultados de julio de 2010 a agosto de 2013, despojándola de las medallas que ganó durante ese periodo.

## Palmarés
| Año  | Competición                                       | Lugar     | Posición | Distancia | Tiempo  |
| ---- | ------------------------------------------------- | --------- | -------- | --------- | ------- |
| 2009 | Campeonato Europeo de Atletismo en Pista Cubierta | Turín     | 1.º      | 800 m     | 1:58,10 |
| 2009 | Campeonato Mundial de Atletismo                   | Berlín    | 5.º      | 800 m     | 1:58,68 |
| 2010 | Campeonato Mundial de Atletismo en Pista Cubierta | Doha      | 1.º      | 800 m     | 1:58,26 |
| 2010 | Campeonato Europeo de Atletismo                   | Barcelona | DSQ      | 800 m     | 1:58,22 |
| 2010 | Copa Continental de la IAAF                       | Split     | DSQ      | 800 m     | 1:58,27 |
| 2011 | Campeonato Mundial de Atletismo                   | Daegu     | DSQ      | 800 m     | 1:55,87 |
| 2012 | Juegos Olímpicos                                  | Londres   | DSQ      | 800 m     | 1:56,19 |
| 2013 | Campeonato Mundial de Atletismo                   | Moscú     | DSQ      | 800 m     | 1:57,80 |